# Sabellaria minuta
Sabellaria minuta är en ringmaskart som beskrevs av María Andrea Carrasco och Bustos 1981. Sabellaria minuta ingår i släktet Sabellaria och familjen Sabellariidae. Inga underarter finns listade i Catalogue of Life.